# 한동원
한동원(韓東元, 1986년 4월 6일~)은 대한민국의 전 축구 선수로서 포지션은 공격형 미드필더이다.

## 개요
경기도 수원시 출생이다. 골 냄새를 맡는 탁월한 감각이 필리포 인차기와 닮았다는 점에 착안하여 '한국의 인차기'라는 별명이 붙었다.

## 클럽 경력
2002년 안양 LG 치타스 (현 FC 서울)에 입단하여, 그 해 K리그 최연소 출장 기록 (16세 25일)을 세웠다. 2004년 FC 서울의 K리그의 2군리그 우승에 큰 공헌을 하여 2군리그 MVP를 차지하였다. 2007년 이적료 약 17억원에 성남 일화 천마로 이적하여 2009년까지 정규리그 54경기에서 11골을 터뜨렸다.
2010년 1월, 일본 J리그의 몬테디오 야마가타로 이적하였다.
2011년 J리그의 몬테디오 야마가타에서 다시 성남 일화 천마로 복귀 하였으나 시즌 초 바로 2011년 3월, K리그의 대구 FC로 1년 임대 이적하였으며 2012년 2월 수원 삼성 블루윙즈에 다시 임대되었다.
2012년 7월 강원 FC에 입단하였다.
2013년 7월 FC 안양에 입단하였다. 
이후, 2015년 7월 11일에 방영되었던 청춘 FC 테스트에 참가해 화제가 되기도 하였다.

## 국가대표팀 경력
대한민국 축구 국가대표팀 U-17 청소년대표 U-20 청소년 대표 및 U-23 올림픽 대표에 선발되어 활약하였다
2007년 3월 14일, 아부다비에서 열린 아랍에미리트와의 2008년 하계 올림픽 예선에서 2골을 기록하여 팀의 3-1 승리를 이끌었고, 2007년 3월 28일, 안산에서 열린 우즈베키스탄과의 2008년 하계 올림픽 예선에서 2골을 기록하여 팀의 2-0 승리를 이끌었다. 이 활약으로 그 해 'AFC 올해의 선수' 33명의 후보에 올랐지만, 2차로 발표한 15명의 후보에서 탈락하였다.

## 경력 목록

### 클럽 경력
- 2002년 ~ 2006년  안양 LG 치타스 / FC 서울
- 2007년 ~ 2009년  성남 일화 천마
- 2010년  몬테디오 야마가타
- 2011년 ~ 2012년  성남 일화 천마
  - 2011년  대구 FC (임대)
  - 2012년  수원 삼성 블루윙즈 (임대)
- 2012년 ~ 2013년  강원 FC
  - 2013년  FC 안양 (임대)

## 수상 내역

### 클럽

#### FC 서울
- 아시아 클럽 챔피언십 준우승 1회 (2002년),
- 리그컵 우승 1회 (2006년)

#### 성남 일화 천마
- K리그 준우승 1회 (2007년)